# Syndroom van Gilles de la Tourette
Het syndroom van Gilles de la Tourette (TS) is een verzameling verschijnselen die zich manifesteert als ongecontroleerde spierbewegingen en het maken van geluiden (tics). Het syndroom is vernoemd naar de Franse neuroloog Georges Gilles de la Tourette (1857-1904). Het syndroom is een genetische, erfelijke en neurologische aanlegstoornis die gekenmerkt wordt door motorische en vocale tics. Kinderen kunnen hierdoor 50% kans hebben om de aandoening te erven van een ouder met het tourettesyndroom, maar men moet daarnaast ook aanleg hebben om de aandoening te ontwikkelen en verder kunnen ook omgevingsfactoren een rol spelen. Ook kunnen er niet-erfelijke genetische oorzaken zijn voor de ontwikkeling van het syndroom.
Mensen die hieraan lijden, voelen sterke prikkels om bepaalde bewegingen te maken of bepaalde geluiden of woorden te uiten. Toch ervaren deze mensen ook dat ze hun tics soms voor korte tijd kunnen onderdrukken (dat wil zeggen de prikkel die leidt tot een tic kan soms even vrijwillig weerstaan worden, net zoals men jeuk even kan weerstaan alvorens te krabben), maar het onderdrukken van tics leidt nadien tot een toename van tics. Zij ervaren een spanning (bijvoorbeeld in een spiergroep) die even wordt ontladen door het doen van de tic. De tic beoogt dus de prikkel of spanning die men ervaart te compenseren.
De tics zijn ongewild en worden in de omgang veelal in meerdere of mindere mate als storend ervaren door zowel de persoon zelf als door de omgeving. Wanneer er regelmatig minstens twee motorische tics en één vocale tic (niet noodzakelijk tezelfdertijd) optreden en dit binnen een observatieperiode van minstens één jaar, dan spreekt men van het syndroom van Gilles de la Tourette. Men kan gedurende dit jaar ook ticvrije periodes hebben, die tot drie maanden kunnen duren.
In de volksmond en de media wordt tourettesyndroom vaak als synoniem gebruikt voor coprolalie (een tic of dwanghandeling waarbij men vloekt of schuttingtaal gebruikt), maar uit een populatieonderzoek onder 597 patiënten uit 7 verschillende landen blijkt schuttingtaal in minder dan 20% voor te komen.

## Kenmerken
De diagnose 'syndroom van Gilles de la Tourette' wordt gesteld als:
1. regelmatig minstens twee motorische en minstens één vocale tic aanwezig zijn;
2. de tics langer dan een jaar aanhouden;
3. de tics ontstaan voor het 18e levensjaar;
4. andere neurologische oorzaken zijn uitgesloten.

De verschijnselen openbaren zich meestal tussen het 4de en 15de levensjaar. De verschijnselen kunnen na de puberteit verminderen, maar niet bij iedereen. De volgende tics kunnen al dan niet in combinatie met elkaar voorkomen:
- Bewegingstics, ook wel motorische tics genoemd:
  - knipperen met de ogen
  - een grimas trekken
  - wegdraaien van de ogen
  - optrekken van de neus
  - snel schudden met het hoofd
  - schouders optrekken
  - knakken van de vingers of andere ledematen en daar geen controle over hebben. Dit kan soms echt een 'tic' zijn, maar ook een vorm van dwang zoals beneden in dit artikel genoemd wordt.
  - diverse tics in ledematen

Dit zijn voorbeelden, maar als motorische tic is bijna alles mogelijk.
- Geluidstics, ook wel vocale tics genoemd:
  - fluiten
  - keel schrapen
  - kuchen
  - grommen
  - knorren
  - sisgeluiden
  - klakken met de tong
  - uiten van zinloze kreten
  - uiten van willekeurige woorden en zinnen, dit kan in verschillende talen
  - uiten van scheld- en schuttingwoorden, vloeken (coprolalie)
  - herhalen van woorden of zinnen (echolalie of palilalie)

Dit zijn ook voorbeelden, maar als vocale tic is ook heel veel mogelijk.
De bewegingstics kunnen elk lichaamsdeel treffen en de geluidstics kunnen variëren van keel schrapen en snuiven tot het ongewild luidkeels roepen van woorden en zinnen. De eerste verschijnselen van het syndroom manifesteren zich meestal rond de leeftijd van zes tot zeven jaar, soms ook later, maar in principe voor het 21e levensjaar. Voordien waren er vaak al diffuse klachten van overbeweeglijkheid en aandachtsstoornissen. Meestal ziet men aanvankelijk enkel motorische tics zoals knipperen met de ogen, grimassen en hoofdschudden. Een of twee jaar later hoort men de eerste geluiden zoals keel schrapen, grom- of snuifgeluiden. Nog later treden vaak dwanggedachten en -handelingen op. Soms manifesteren de symptomen zich in een andere volgorde of allemaal tegelijk.
Er bestaan ook mentale tics. Bij dit soort tics moeten mensen met tourette bepaalde gedachtekringen of andere zaken in gedachten doen als tic. Hierbij kan gedacht worden aan telkens een woord te moeten bedenken bij het zien van een bepaald object, of het constant moeten tellen van de voetstappen.
De tics nemen vaak toe in het begin van de puberteit om af te nemen in de adolescentie. Wanneer iemand echter tics ontwikkelt in of na de puberteit, wordt in de praktijk gezien dat deze mensen vaak de tics blijven behouden in de volwassenheid en deze vaak juist erger worden in de volwassenheid.
Het syndroom van Gilles de la Tourette wordt ten onrechte vaak gebruikt als synoniem voor coprolalie. Deze tic bestaat uit het uiten van schuttingtaal en is wellicht de meest bekende, maar zeker niet de meest voorkomende tic bij mensen die lijden aan het syndroom. Coprolalie is eerder zeldzaam en komt maar bij 5-10% van de patiënten voor. Ook is dit zelden de enige tic die iemand heeft, iemand met coprolalie heeft meestal ook last van motorische en andere vocale tics.
Men kan dezelfde tics behouden of steeds nieuwe krijgen die ook nog eens van dag tot dag kunnen wisselen in intensiteit. Er zijn echter geen twee mensen met het syndroom van Gilles de la Tourette hetzelfde, iedereen heeft zijn persoonlijke tics.
De tics zijn willekeurige bewegingen of geluiden die niets aantonen over het vrijwillige gedrag van de patiënt. Zo kan iemand met tourette bepaalde woorden uiten als tic die die in het dagelijks leven niet zou gebruiken. Sommige tics worden opgepikt uit de omgeving, zoals het vaak zien van een bepaalde beweging of het vaak horen van een object. Andere tics komen volledig uit het niets zonder verklaring. Bepaalde tics kunnen getriggerd worden door de omgeving, waardoor bepaalde uitingen met opzet kunnen lijken waar deze dit niet zijn.
Mensen met het syndroom van Gilles de la Tourette (TS) vangen vaak veel meer prikkels uit de omgeving op dan mensen zonder TS, te vergelijken met hoogsensitieve mensen. Het verwerken van deze extra prikkels gebeurt vaak door middel van tics. Mensen met TS zijn vaak gevoelige mensen die niet van verandering houden en minder tics hebben wanneer hun levenssituatie stabiel is.
Ook kunnen mensen in de omgeving ervoor zorgen dat de tics verergeren, door om de tics te lachen of opmerkingen erover te maken. Dit verhoogt het aantal prikkels en kan de betreffende persoon nerveus en onzeker maken. Soms nemen mensen met tics ook andere tics over van mensen, vooral mensen met dwangstoornissen, bijvoorbeeld op een bijeenkomst van mensen met het syndroom van Gilles de la Tourette. Hierdoor krijgen mensen met het syndroom van Gilles de la Tourette meer prikkels en worden de tics erger. Als mensen niet op de tics letten, kunnen de tics verminderen.

## Geschiedenis
De eerste systematische beschrijvingen van het syndroom van Gilles de la Tourette zijn van de hand van Georges Gilles de la Tourette. Deze neuroloog en leerling van Jean-Martin Charcot werkte in een tijd waarin hysterie volop in de aandacht stond. Reeds in 1884 werd hij geboeid door de verschijnselen van "springende Fransen in Maine", de schokkerige bewegingen en spraakstoornissen bij latah in Maleisië en het verschijnsel miryachit in Siberië. Hij schreef er een artikel over, zocht en vond andere voorbeelden. Hij beschreef de casus van de markiezin van Dampierre, 60 jaar eerder beschreven door Jean Itard. Deze adellijke dame kon tijdens gesprekken plots beginnen te vloeken. Deze beschrijving vulde hij aan met twee andere casussen uit de recentere literatuur en zes eigen casussen. Volgens Charcot pasten de symptomen (motorische tics en coprolalie) niet bij hysterie. Het ging volgens hem om een afzonderlijke neurologische aandoening, die hij la maladie des tics de Gilles de la Tourette noemde. Charcot kreeg hierop zeer veel negatieve reacties van collega’s, die het toch als een variant van hysterie of de Chorea van Sydenham zagen.
In de eerste helft van de 20e eeuw waren, naast neurologische benaderingen, vooral psychoanalytische interpretaties populair. Sándor Ferenczi maakte uitgebreide interpretaties en publiceerde zijn visie op behandeling ervan zonder ooit een patiënt met het syndroom te hebben gezien. Ook Margaret Mahler publiceerde verschillende psychoanalytische artikelen over tics. Zij beschouwde ze als een fixatie in de orale fase van kinderen en een laatste verdediging tegen psychose. Ze moest echter erkennen dat veel patiënten therapieresistent zijn.
Arthur Shapiro, een Amerikaans psychiater, ageerde rond 1968 tegen de psychoanalytische opvatting en beschouwde de ziekte van Gilles de la Tourette, zoals hij ze noemde, als een neurologische aandoening. Hij toonde aan dat Haloperidol een werkzaam medicament kan zijn tegen de ziekte.
In tegenstelling tot bijna de hele rest van de wereld, bleven in Frankrijk de psychoanalytische opvattingen over het syndroom tot de jaren 90 de overheersende visie. Recent is ook dit niet meer het geval.

## Pathofysiologie (hersenen)

Betrokkenheid hersendelen bij tourettesyndroom

Het exacte mechanisme achter het tourettesyndroom is nog onbekend, maar wetenschappers hebben reeds een duidelijk beeld van de betrokken hersengebieden bij de aandoening. Het tourettesyndroom is gerelateerd aan een disfunctie in het centrale zenuwstelsel en het motorische gedeelte van de hersenen. Volgende hersengebieden zijn betrokken: de corticale en subcorticale delen, de thalamus, de frontale cortex, basale ganglia, de histaminergische H3-receptor en het striatum. Een te lage hoeveelheid histamine in de H3-receptor ontregelt de werking van andere neurotransmitters wat de tics veroorzaakt. Eerder had men al ontdekt dat de aandoening gepaard gaat met een dopaminerge disfunctie, maar nu wordt duidelijk dat de interactie tussen histamine en dopamine in de basale ganglia een belangrijke factor is in het mechanisme achter het syndroom. Verscheidene neurotransmitters zijn betrokken bij de aandoening: histamine (H3-receptor), dopamine, serotonine, GABA en glutaminaat.

## Neurotransmitters en genen

### Diverse neurotransmitters
Sinds eind jaren 90 zijn er diverse onderzoeken verricht naar het tourettesyndroom. Rond de eeuwwisseling trachtten onderzoekers een "tourette-gen" te vinden bij onderzoek naar tweelingen met tourette, maar er werd in deze periode niet zoiets gevonden. Wel toonden studies aan dat neurotransmitters zoals dopamine en serotonine betrokken zijn bij de tics. Medische behandelingen richten zich daarom al decennia lang op de behandeling van deze neurotransmitters, maar alle momenteel erkende farmaceutische middelen voor de behandeling van het tourettesyndroom staan erom bekend veel bijwerkingen te hebben. Om deze reden is er het laatste decennium (rond 2010) weer belangstelling voor ontstaan om het genetische en neurologische mechanisme achter het tourettesyndroom te begrijpen, met als doel nieuwe farmaceutische behandelingen met minder bijwerkingen te ontdekken. Zowel genetisch onderzoek als "PET/SPECT-, psychofarmaceutische en post-mortemstudies tonen de betrokkenheid van diverse neurotransmitters, waaronder dopamine, serotonine, GABA en glutamaat aan" bij de etiologie van het tourettesyndroom, maar de rol van histamine werd tot 2010 genegeerd.

### Rol van histamine (H3-receptor)
Omdat onderzoekers een verband opmerkten tussen het tourettesyndroom en allergieën is er in klinische studies meer aandacht gekomen voor de rol van histamine. Na 2010 menen onderzoekers "abnormaliteiten in de genen die betrokken zijn bij de productie van histamine bij tourettepatiënten" ontdekt te hebben, waardoor de werking van histamine in de hersenen verstoord wordt (met name de histamine H3-receptor). Proeven met muizen en een studie bij een gezin met het tourettesyndroom toonden dit aan. Dragers van deze zeldzame, genetische, "HDC-mutatie" blijken telkens ook tourette te hebben (wat niet wil zeggen dat alle mensen met het syndroom deze mutatie hebben). Uit deze resultaten blijkt histamine (H3-receptor) dus een belangrijke factor te zijn in de verstoring van diverse neurotransmitters (waaronder dopamine) die de tics veroorzaken. De H3-receptor is gelinkt aan het centrale zenuwstelsel waardoor het "een potentieel farmacotherapeutisch doel is".
Onderzoekers van de Yale-universiteit zijn erin geslaagd om de dwangmatige tics bij muizen (die optraden nadat de werking van histamine verstoord werd) nadien weg te nemen door histamine direct in het striatum (basale ganglia) toe te dienen. Dit versterkt de hypothese dat histamine een belangrijke rol speelt bij het tourettesyndroom. De verstoorde werking van histamine is volgens de onderzoekers het gevolg van een "zeldzame mutatie in het enzyme dat Histamine (HA) produceert, histidine decarboxylase (HDC), en dat is gevonden bij patiënten met het tourettesyndroom". Uit diverse onderzoeken blijkt dat de neurotransmitter histamine ook gelinkt kan worden aan andere aandoeningen (waarvan sommige soms ook samen met tourette voorkomen) zoals autisme, OCD en parkinson. Klinisch onderzoek toont hiermee de centrale rol aan die histamine speelt bij het reguleren van neurale activiteit in de basale ganglia (en het daarbij horende menselijke gedrag), evenals de neurologische aandoeningen (waaronder tourette en parkinson) die met een histaminergische disfunctie samenhangen.

### Genetisch onderzoek
Diverse landen en onderzoeksteams werken samen om zoveel mogelijk genetische data te verzamelen van mensen met het tourettesyndroom en hun families. Genetisch onderzoek draagt er zo aan bij om de "genetische architectuur" beter te begrijpen, waardoor er op langere termijn betere behandelingsmogelijkheden kunnen komen. Uit grootschalige onderzoeken wordt duidelijk dat niet één gen maar meerdere genen betrokken zijn bij de aandoening.
In 2017 publiceerden onderzoekers dat uit een grootschalig genetisch onderzoek onder 500 mensen met tourette en hun familie blijkt dat vier genen (namelijk WWC1, FN1, CELSR3 en NIPBL) zorgen voor een verhoogd risico op het ontwikkelen van het tourettesyndroom. Het ging in het onderzoek om 12% van het totaal aantal onderzochte personen. Genetische variaties van deze vier genen lijken een belangrijke rol te spelen bij het ontwikkelen van het tourettesyndroom. Sommige kinderen bleken een "risicogen" te hebben dat niet geërfd was van hun ouders (wat niet wegneemt dat tourette wel degelijk erfelijk kan zijn), terwijl ook drie andere risicogenen in verband worden gebracht met de ontwikkeling van het tourettesyndroom (bij de 12% van de onderzochten). Het gen NIPBL is ook betrokken bij OCD en ADHD.
Een analyse van de genetische data van 2434 mensen met het tourettesyndroom, en een vergelijking met de genetische data van de controlegroep die bestond uit 4093 mensen zonder het syndroom, bevestigt dat mutaties van de genen NRXN1 en CNTN6 betrokken zijn bij de aandoening. Het gen NRXN1 is overigens ook betrokken bij mensen met schizofrenie, terwijl het gen CNTN6 ook betrokken is bij mensen met een autismespectrumstoornis. Niet alle mensen met het tourettesyndroom hebben deze genetische mutaties, maar ten opzichte van de controlegroep kwamen deze genen vaker voor als oorzaak.

## Prevalentie
Er zijn geen nauwkeurige cijfers over de prevalentie van tourette in Nederland. De prevalentie in de VS wordt geschat op 1 tot 5 per 10.000 inwoners en 28 per 100.000 schoolkinderen. Een berekening - mutatis mutandis - zou voor de Nederlandse bevolking een aantal tussen 1.400 en 7.000 patiënten opleveren. Vermoedelijk zijn er velen die aan deze aandoening lijden bij wie de diagnose (nog) niet is gesteld. Andere berekeningen gaan uit tussen de 10 en de 25 patiënten per duizend inwoners. Terwijl de symptomen van tourette in de kinderjaren en de adolescentie veel meer voorkomen bij jongens dan bij meisjes, stelt een Amerikaans onderzoeksteam, op basis van klinisch onderzoek, dat vrouwen na de adolescentie een "grotere functionele belemmering" ervaren dan mannen. Deze resultaten sluiten aan bij eerdere onderzoeken die een verschil in de ontwikkeling van het tourettesyndroom tussen mannen en vrouwen, evenals in leeftijd, opmerkten. Ongeveer 85% van de mensen met het tourettesyndroom hebben ook aanverwante aandoeningen zoals ADHD, OCD of ASS.

## Tourette in de media
Er zijn meerdere documentaires en films rond tourette verschenen. Enkele voorbeelden van films zijn:
- Baylen Out Loud
- Front of the class
- Hichki
- Motherless Brooklyn